# The Greatest Hits 2007-2016
The Greatest Hits 2007-2016 é o álbum de grandes êxitos da banda japonesa de power metal sinfônico Versailles, lançado em 14 de setembro de 2016. É o primeiro lançamento da banda desde o fim de seu hiato que durou de 2012 até 2016. A edição limitada inclui um DVD com um documentário de uma hora sobre a banda, o "Versailles Documentary Shinjiru Chikara o Shinjite" (Versailles Documentary 信じる力を信じて)

## Recepção
Alcançou a trigésima posição nas paradas da Oricon Albums Chart.

## Faixas[6]
| N.º | Título                                                        | Álbum original   | Duração |  |
| 1.  | "Melodic Thorn ~Bi no Bouryoku~" (Melodic Thorn ～美の暴力～) | Nova música      | 5:21    |  |
| 2.  | "The Revenant Choir"                                          | Noble            | 6:25    |  |
| 3.  | "Ascendead Master"                                            | Jubilee          | 5:50    |  |
| 4.  | "Shout & Bites"                                               | Lyrical Sympathy | 3:59    |  |
| 5.  | "DESTINY -The Lovers-"                                        | Holy Grail       | 5:49    |  |
| 6.  | "The Love from a Dead Orchestra"                              | Lyrical Sympathy | 8:36    |  |
| 7.  | "zombie"                                                      | Noble            | 3:25    |  |
| 8.  | "After Cloudia"                                               | Noble            | 4:58    |  |
| 9.  | "Serenade"                                                    | Jubilee          | 6:00    |  |
| 10. | "Masquerade"                                                  | Holy Grail       | 6:00    |  |
| 11. | "Philia"                                                      | Holy Grail       | 6:06    |  |
| 12. | "Aristocrat’s Symphony"                                       | Noble            | 6:15    |  |
| 13. | "Chandelier"                                                  | Nova música      | 5:15    |  |

### Edição limitada
| N.º | Título                                                                                         | Duração |  |
| 1.  | "Versailles Documentary Shinjiru Chikara o Shinjite" (Versailles Documentary 信じる力を信じて) | 60:00   |  |

## Ficha técnica

### Versailles
- Kamijo - vocal principal
- Hizaki - guitarra
- Teru - guitarra
- Jasmine You, Masashi - baixo
- Yuki - bateria